# Rendsburger Stadtsee
Der Rendsburger Stadtsee ist ein See in der Stadt Rendsburg im deutschen Bundesland  Schleswig-Holstein. Der See ist ca. 3,5 ha groß und bis zu 1,5 m tief. Der Stadtsee entstand im Jahre 1893 beim Bau des Nord-Ostsee-Kanals.

## Geschichte

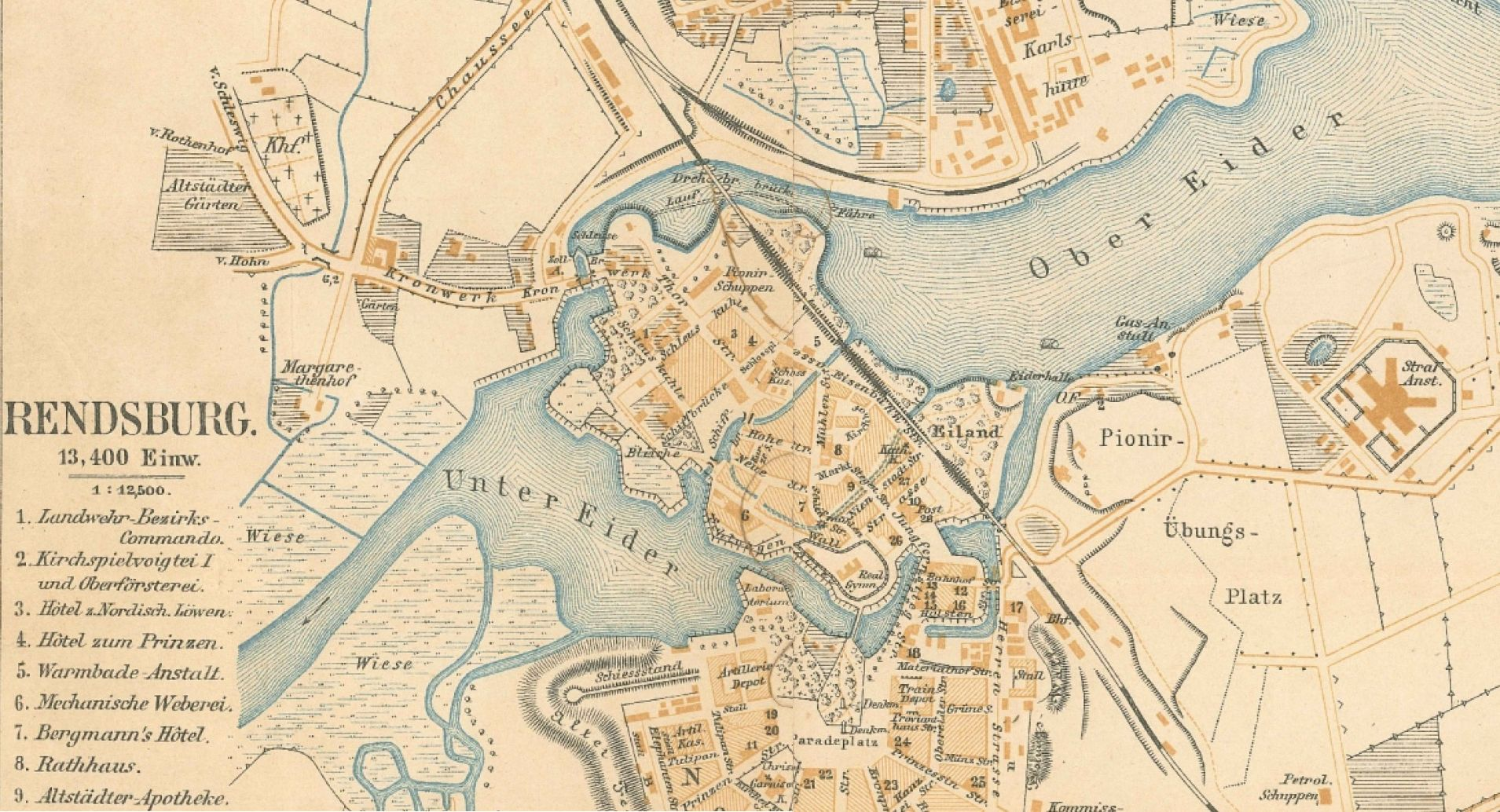
Der Stadtsee noch als Untereider auf einer Karte von 1880

Der Stadtsee geht zurück auf einen früher südlich der Altstadt verlaufenden schmalen Arm der Eider, der entsprechend seiner geografischen Lage als Holstengraben bezeichnet wurde. Die Altstadt selbst befand sich auf einer Insel bzw. einem Werder zwischen dem nördlichen Hauptarm der Eider mit der Obereider und dem südlicheren Holstengraben. Durch den Bau einer Schleuse wurde der Wasserspiegel der Obereider schließlich abgesenkt, so dass die Altstadt ihre ursprüngliche Insellage einbüßte. Durch weitere Baumaßnahmen wurde der See 1910 vollständig von der Obereider abgeschnitten. Noch heute lässt sich anhand der Ober- und Untereider sowie des Stadtsees die frühere Insellage Rendsburgs erkennen.